# Andronic Ducas
Andronic Ducas este cel de-al doilea fiu al împăratului Constantin al X-lea Ducas și al Evdochia Makrembolitissa. Andronic nu a fost încoronat de tatăl său, ci de Roman Diogenes. L-a însoțit pe acesta în expediția militară din Asia Mică în anul 1068, mai mult ca un ostatic, pentru prevenirea uneltirilor familiei Ducas împotriva lui Roman. Sub Mihail VII Ducas figurează ca împărat asociat în actele publice.